# Biwalirudyna
Biwalirudyna (łac. Bivalirudin) – organiczny związek chemiczny, lek przeciwzakrzepowy z grupy bezpośrednich swoistych inhibitorów trombiny (DTI). Biwalirudyna hamuje trombinę zarówno we frakcji płynnej, jak i we frakcji związanej ze skrzepem, co uniemożliwia rozszczepienie przez trombinę fibrynogenu do monomerów fibryny, aktywację czynników XIII, V, VIII i pobudzanie trombocytów do agregacji. Lek charakteryzuje się liniową farmakokinetyką przy podaniu dożylnym. W 1998 roku FDA odmówiła rejestracji biwalirudyny do leczenia pacjentów z niestabilną chorobą wieńcową kwalifikowanych do zabiegu angioplastyki. W Europie została dopuszczona na rynek w większości krajów w 2005 roku na podstawie wyników badania klinicznego REPLACE-2. Preparat leku dostępny na rynku to Angiomax® (w Polsce Angiox®). Zgodnie z wytycznymi ESC z 2012 jest preferowanym lekiem I rzutu przed planową PCI zawału serca typu STEMI.